# Plainfield (Connecticut)
Plainfield es un pueblo ubicado en el condado de Windham en el estado estadounidense de Connecticut. En el año 2005 tenía una población de 15.443 habitantes y una densidad poblacional de 141 personas por km².

## Geografía
Plainfield se encuentra ubicada en las coordenadas 41°42′02″N 71°53′41″O / 41.70056, -71.89472.

## Demografía
Según la Oficina del Censo en 2000 los ingresos medios por hogar en la localidad eran de $42,851, y los ingresos medios por familia eran $47,447. Los hombres tenían unos ingresos medios de $36,785 frente a los $24,026 para las mujeres. La renta per cápita para la localidad era de $18,706. Alrededor del 7.0% de la población estaban por debajo del umbral de pobreza.